# آنا ليدر
آنا ليدر (بالفرنسية: Anna Leader) هي كاتِبة لوكسمبورغية، ولدت في 19 أكتوبر 1996 في بيلينغام في الولايات المتحدة.